# Guglielmo Faletti
Guglielmo Faletti (Novara, ... – Novara, 20 agosto 1177) fu vescovo di Novara.

## Biografia
Guglielmo Faletti era discendente della nobile famiglia piemontese dei Faletti o Falletti che conoscerà grande fama nel corso del XVIII secolo.
Divenuto vescovo nel 1162 alla morte del proprio predecessore, fu probabilmente destituito nel 1170 per mal governo dalla cittadinanza e dal capitolo della Cattedrale di San Gaudenzio.
Continuò comunque a ricoprire il ruolo di canonico della cattedrale novarese e ivi morì il 20 agosto 1177.